# Дударев, Георгий Данилович
Гео́ргий Дани́лович Ду́дарев (28 марта (10) апреля 1917 год, Казань — 1 ноября 1994, Москва) — советский оперный певец (бас), народный артист РСФСР.

## Биография
Георгий Данилович Дударев родился 28 марта (10) апреля 1917 года в Казани в семье железнодорожного служащего. Работал токарем на заводе «Динамо» в Московской области, рабочим совхоза под Клином. Окончил Музыкальное училище имени Гнесиных.
В 1939—1947 годах был солистом Центрального ансамбля песни и пляски НКВД СССР под руководством Зиновия Дунаевского.
С 1947 года выступал в Московского музыкального театра им. Станиславского и Немировича-Данченко. Выступал в концертах. Гастролировал за рубежом. Исполнитель многих песен советских композиторов («Если спросят по секрету» (А. Холминов — Б. Гайкович, Ю. Полухин); «Ходили мы походами» (К. Листов — А. Жаров); «Шахтёрская лирическая» (А. Флярковский — А. Лядов); «Я люблю тебя, жизнь» (Э. Колмановский — К. Ваншенкин)).
Жил в Москве на Фрунзенской набережной, 52. Умер 1 ноября 1994 года в Москве, похоронен на Ваганьковском кладбище (59 участок).

## Награды и премии
- Заслуженный артист РСФСР (1957).
- Народный артист РСФСР (1977).

## Партии в операх и опереттах
- «Евгений Онегин» П. И. Чайковского — Гремин (первая роль в театре)
- «Алеко» С. Рахманинова — Старый цыган
- «Запорожец за Дунаем» С. Гулака-Артемовского — Карась
- «Сицилийская вечерня» Дж. Верди — Прочида
- «Севильский цирюльник» Дж. Россини — Дон Базилио
- «Кармен» Ж. Бизе — Цунига
- «Емельян Пугачёв» М. Коваля — Пугачёв
- «Война и мир» С. С. Прокофьева — Кутузов
- «Кола Брюньон» Д. Кабалевского — Кюре
- «Семья Тараса» Д. Кабалевского — Тарас
- «В бурю» Т. Хренникова — Фрол Баев
- «Фрол Скобеев» («Безродный зять») Т. Хренникова — боярин Тугай-Редедин
- «Овод» А. Спадавеккиа — Монтанелли
- «Заря» К. Молчанова — Берсенев
- «Катерина Измайлова» Д. Шостаковича — Старый каторжник